# Badamier
Les Badamiers sont des arbres tropicaux de la famille des Combretaceae, parmi les genres Terminalia ou Combretum. Les mots indiens, en marathi badāma बदाम ou  en hindi baadaam बादाम, ainsi que le mot persan bâdâm بادام, désignent une amande ; « Badamier » a ainsi littéralement le même sens qu'« Amandier ». 
Le plus souvent, le nom « Badamier » correspond à l'espèce Terminalia catappa mais il peut s'appliquer aussi  à d'autres espèces apparentées.
En raison d'une certaine ressemblance du feuillage, on appelle parfois Badamier de l'Inde, l'espèce Barringtonia asiatica mais celle-ci appartient à la famille des Lecythidaceae et non à celle des Combretaceae et elle ne produit pas d'amandes comestibles ; ses fruits en forme de bonnet d'évêque sont au contraire toxiques.

## Espèces

### Famille desCombretaceae
- Combretum constrictum, Petit badamier[1], Badamier vermifuge[1] ;
- Combretum indicum, Badamier sauvage[1] ;
- Terminalia arjuna, Badamier[2], Badamier de l'Inde[3] ;
- Terminalia catappa, Badamier[1],[4],[5], Badamier de/du Malabar[6],[7] ;
- Terminalia glaucescens, Badamier glauque[1] ;
- Terminalia laxiflora, Badamier à fleurs blanches[1] ;
- Terminalia macroptera, Badamier sessile[1], Badamier du Sénégal[8].

### Famille desLecythidaceae
- Barringtonia asiatica, Badamier de l'Inde[9]

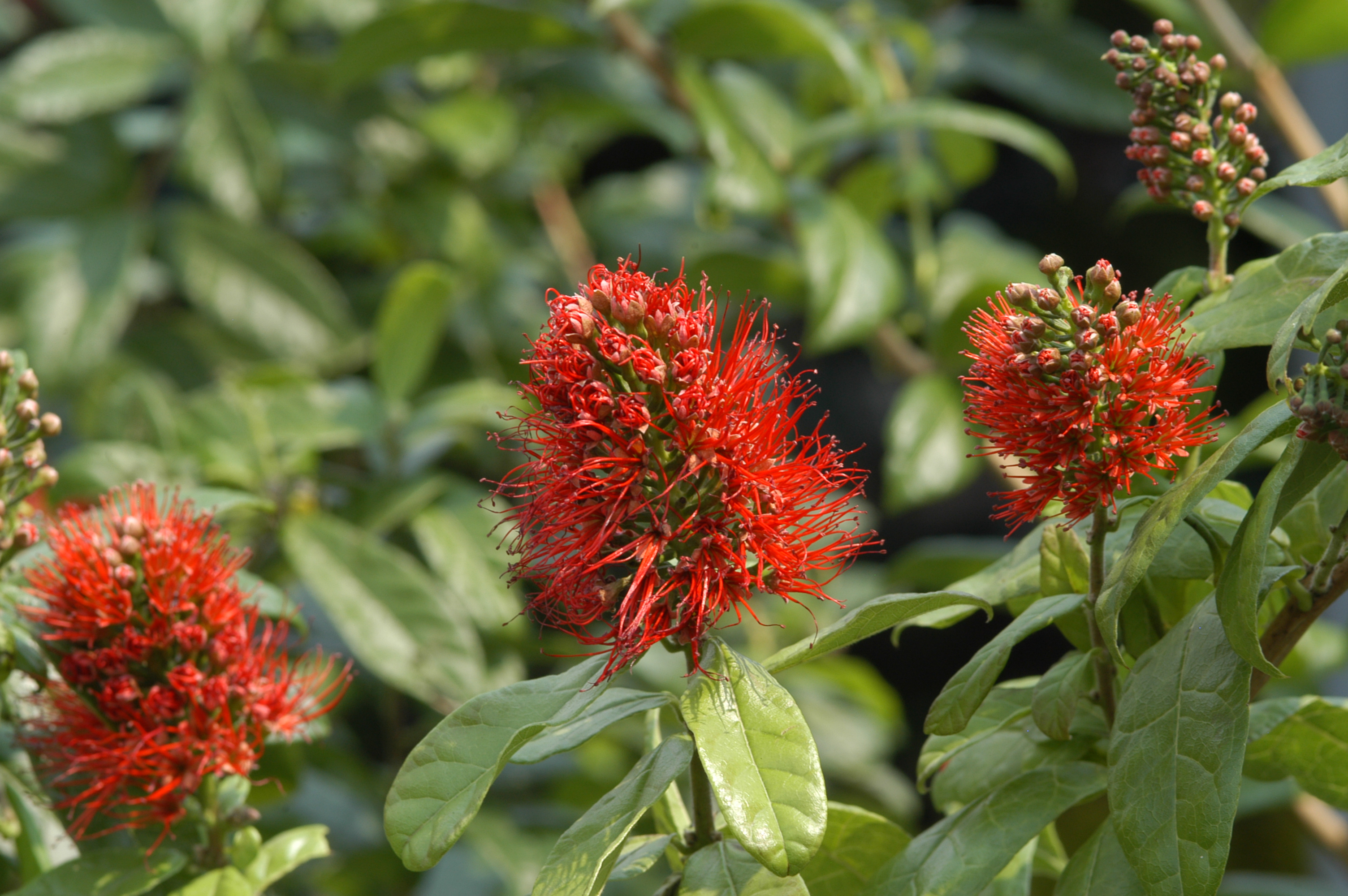
Combretum constrictum.
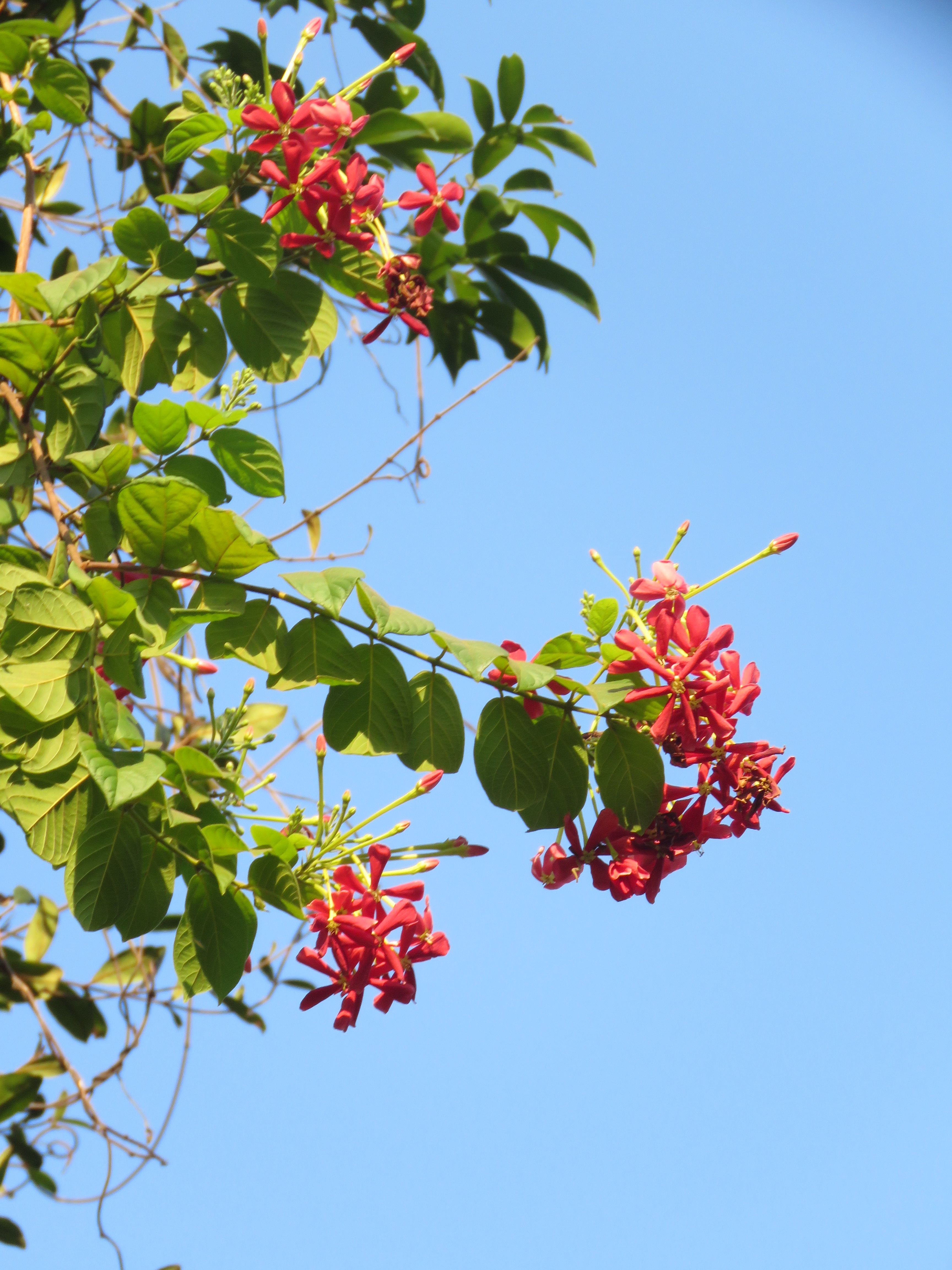
Combretum indicum.
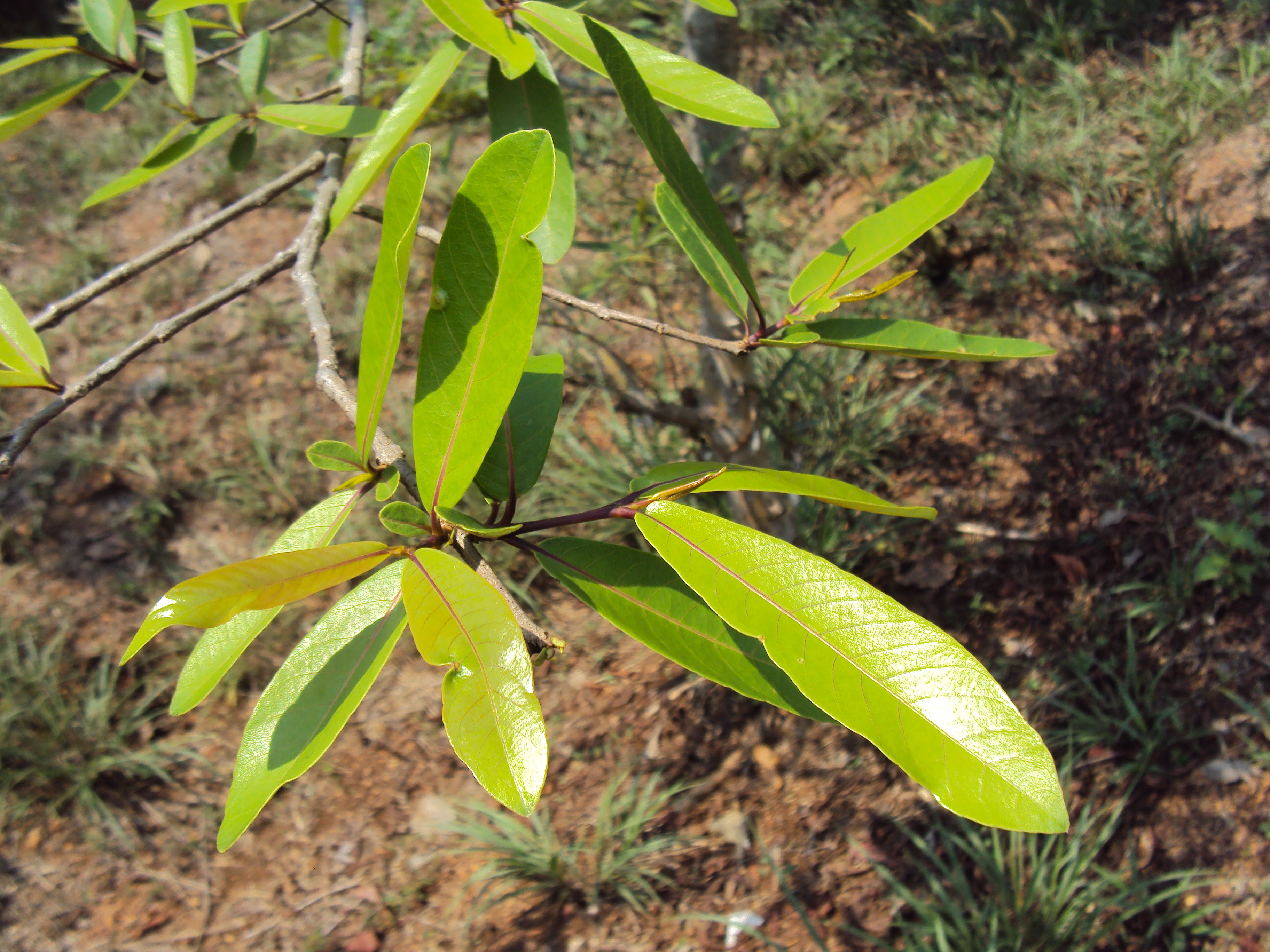
Terminalia arjuna.
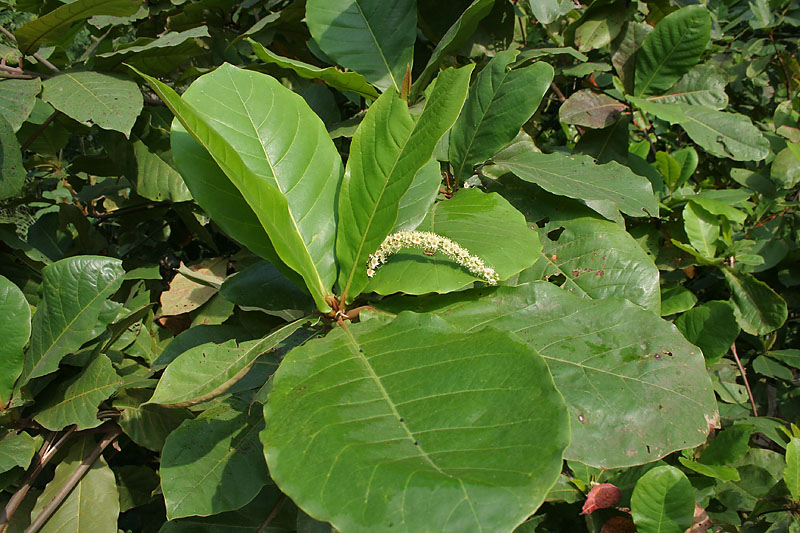
Terminalia catappa.
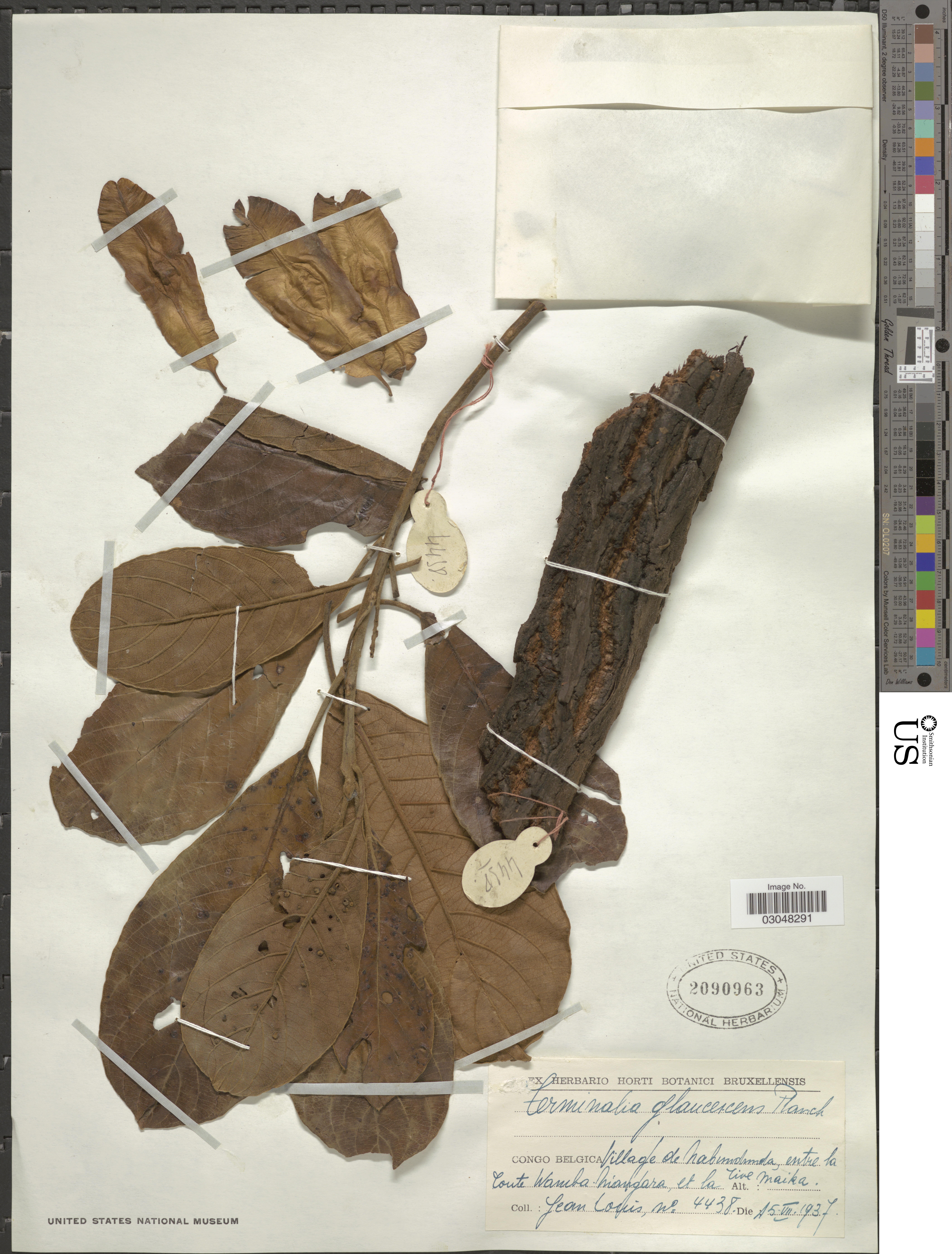
Terminalia glaucescens.
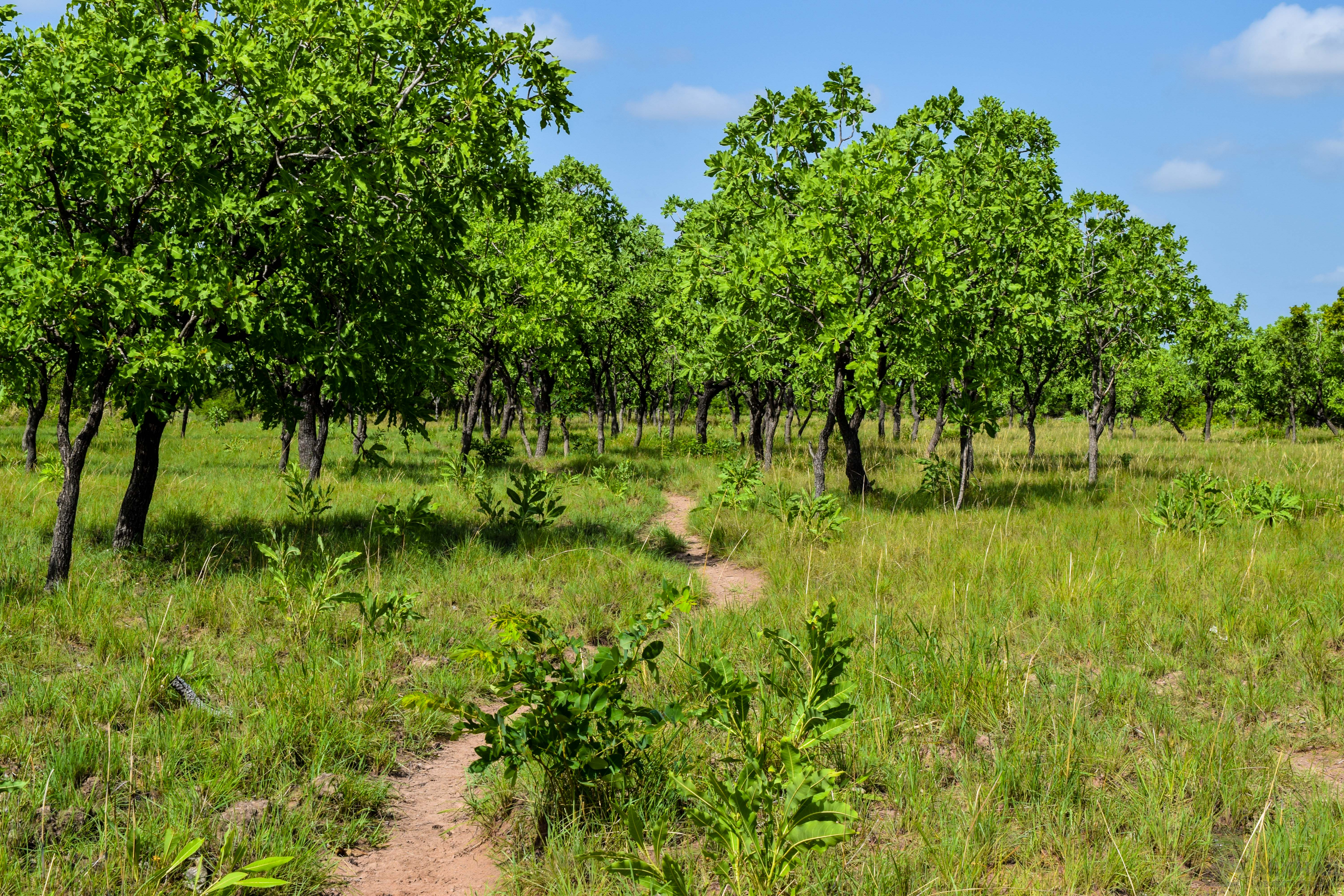
Terminalia macroptera.
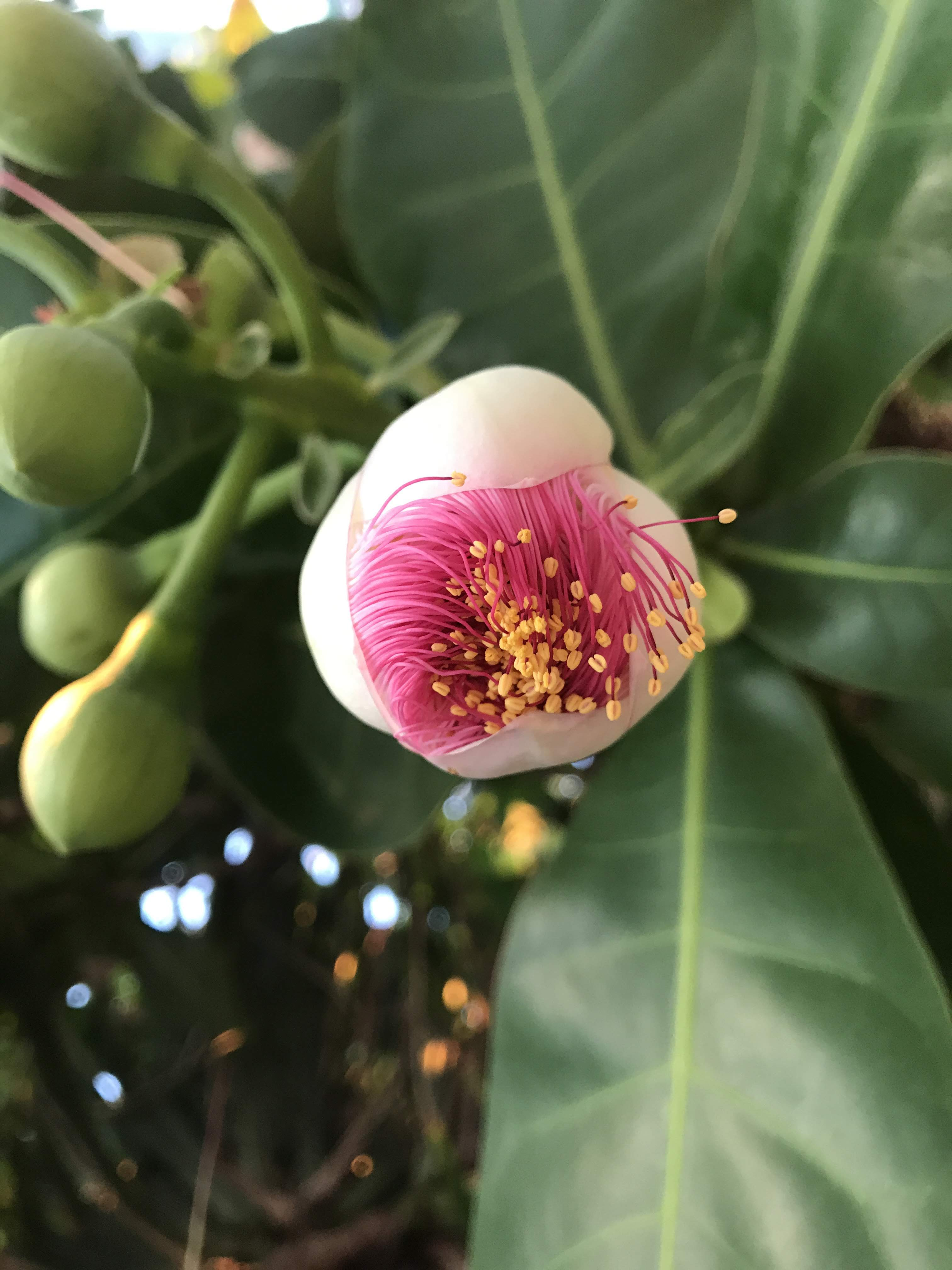
Barringtonia asiatica.